# 单位圆

单位圆。变量是角度

在数学中，单位圆（Unit circle）是指半径为单位长度的圆，通常为欧几里得平面直角坐标系中圆心为{\displaystyle (0,0)}、半径为1的圆。单位圆对于三角函数和复数的坐标化表示有着重要意义。单位圆通常表示为S1。多维空间中，单位圆可推广为单位球。
如果单位圆上的点{\displaystyle (x,y)}位于第一象限，那么{\displaystyle x}与{\displaystyle y}是斜边长度为1的直角三角形的两条边，根据畢氏定理，{\displaystyle x}与{\displaystyle y}满足方程式：
{\displaystyle x^{2}+y^{2}=1\,\!}
因对于所有的{\displaystyle x}而言，{\displaystyle x^{2}=(-x)^{2}}，且所有点相对于x轴或者y轴的反射点也都位于单位圆上，因此单位圆上的所有点都满足上述方程式。

## 单位圆与三角函数
不仅是正弦函數与余弦函數，六个标准三角函数——正弦（sin）、餘弦（cos）、正切（tan）、餘切（cot）、正割（sec）、餘割（csc）以及不常用的正矢（versin）和其相關函數、外正割（exsec）、外餘割（excsc），甚至歷史上曾存在的弦函數（crd），都可以以单位圆標示。
在直角三角形中，正弦、余弦以及其它三角函数只有在滿足角度大于0且小于{\displaystyle {\frac {\pi }{2}}}时才有意义。但在单位圆上，对于任何实数角度，这些函数都具有直观意义。

角度 的所有三角函数都可以在圆心为的单位圆上表示出来

- 正弦函数与余弦函数可以用此方法定义：

设{\displaystyle (x,y)}是单位圆上的一个点。设角{\displaystyle t}的起始边为x轴的正方向，角度按照逆时针方向测量。那么角t的终边和单位圆会有一个交点。因此：
{\displaystyle \cos(t)=x\,\!}
{\displaystyle \sin(t)=y\,\!}
另外，从{\displaystyle x^{2}+y^{2}=1}可以得到
{\displaystyle \cos ^{2}(t)+\sin ^{2}(t)=1\,\!}
从这里可以直观地看出正弦函数与余弦函数都是週期函数，对于任意的整数{\displaystyle k}有恒等式
{\displaystyle \cos t=\cos(2\pi k+t)\,\!}
{\displaystyle \sin t=\sin(2\pi k+t)\,\!}

单位圆上已知準確座標的点

这些恒等式的依据是在角度 {\displaystyle t} 增加或减少任意圈数时，x与y坐标將保持不变，其中一圈{\displaystyle =2\pi } 弧度=360°。

## 复数的圆群
复数也可以用欧几里得平面内的点来表示，{\displaystyle a+bi} 表示为{\displaystyle (a,b)}。在这种表示下，单位圆是不断增加的群，在数学以及科学领域这个群有很重要的应用。